# Podhorky
Podhorky jsou místní částí městyse Choltice v okrese Pardubice, ležící mezi Cholticemi a Lipolticemi v nadmořské výšce 250 metrů. Je to chatová oblast s deseti chalupami a 15 stálými obyvateli.

## Galerie

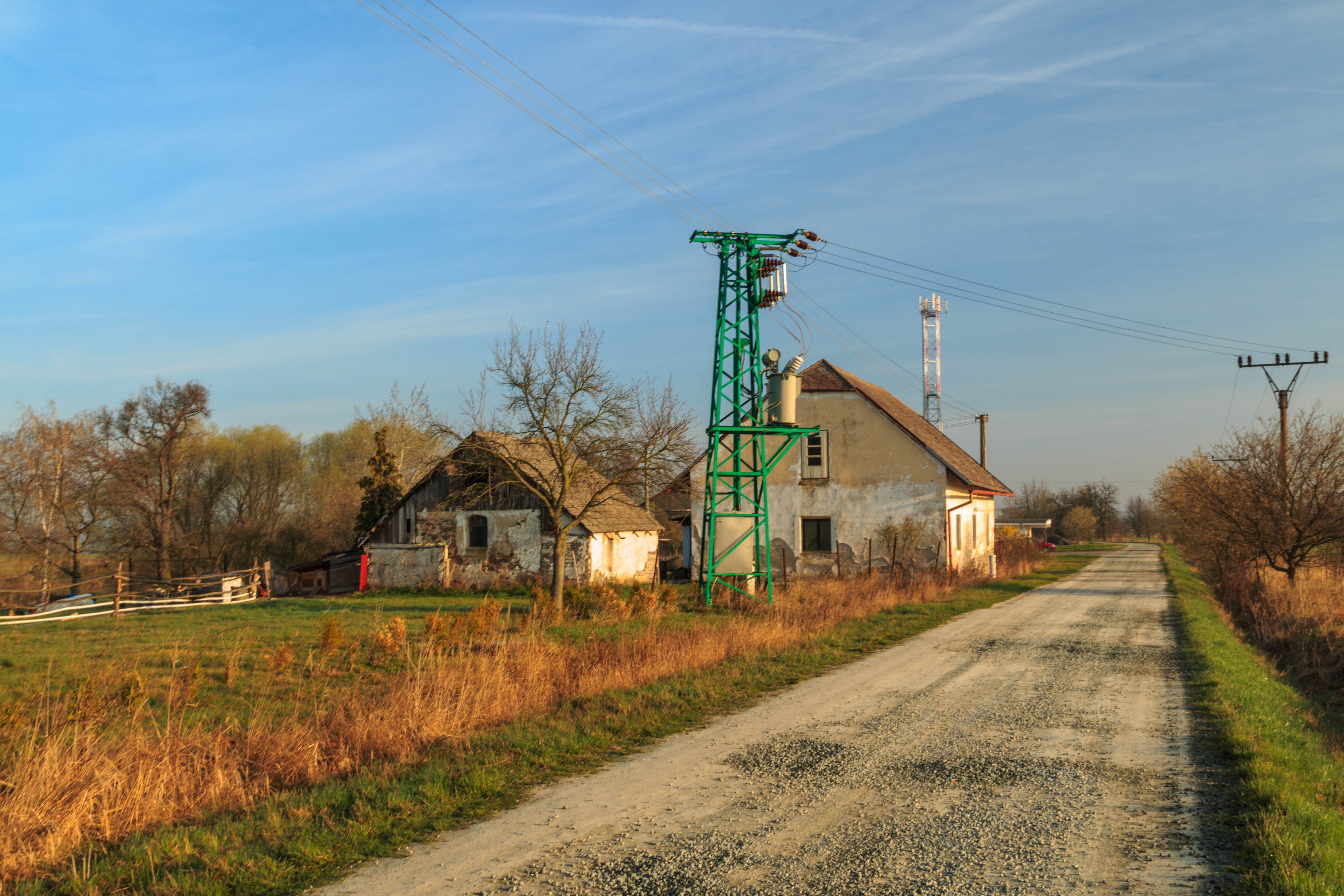
Podhorky u Choltic – dům č. 6
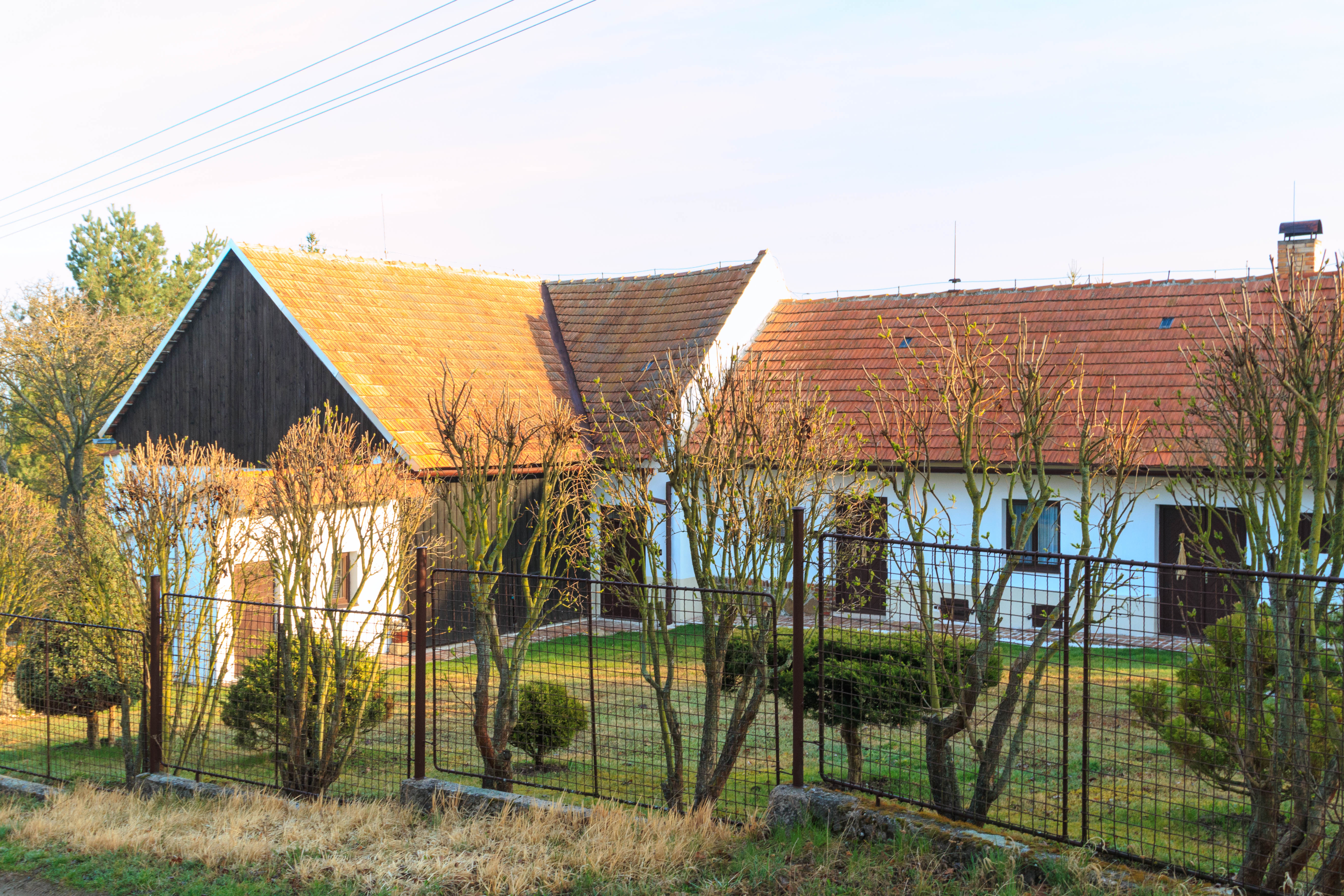
Podhorky u Choltic – dům č. 5
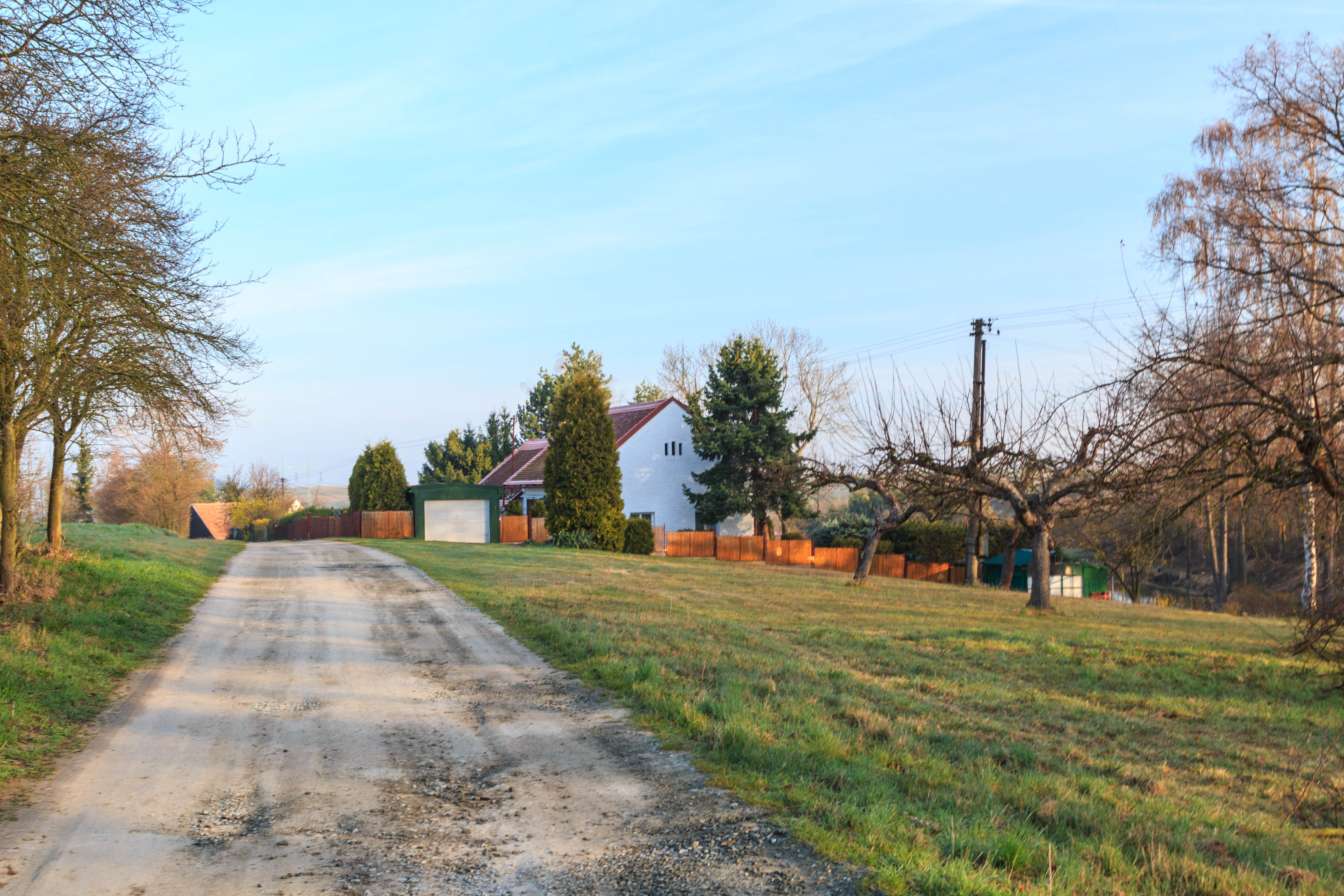
Podhorky u Choltic – dům č. 7
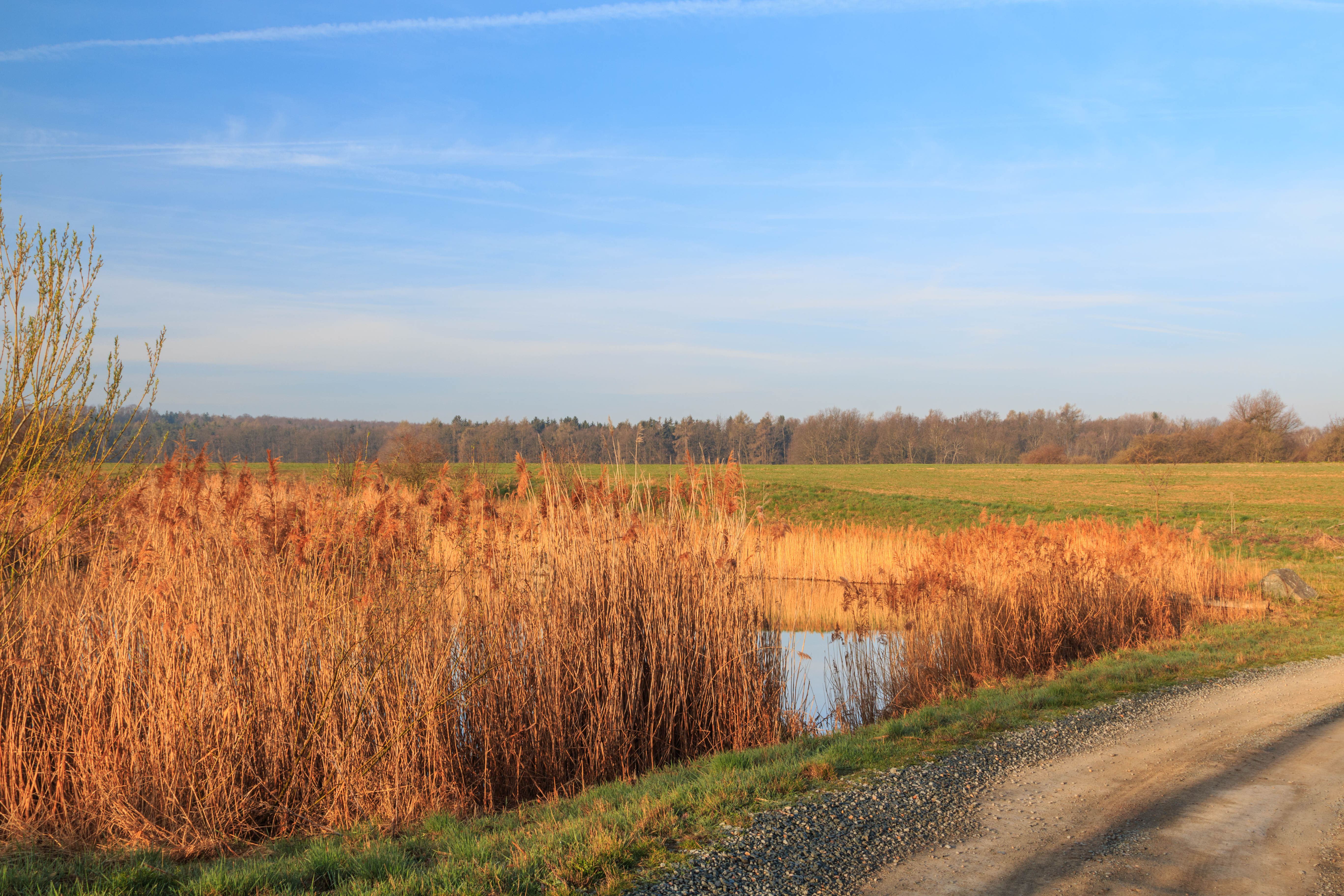
Podhorky u Choltic – rybníček